# Lee Alexander
Lee Alexander, född den 23 september 1991, är en skotsk fotbollsmålvakt som spelar för den skotska klubben Glasgow City FC. Tidigare har hon representerat svenska Mallbackens IF.
Alexander ingick i Skottlands lag under EM i Nederländerna 2017 men fick ingen speltid. Två år senare var hon förstemålvakt och spelade alla Skottlands tre matcher under VM i Frankrike.